# Yoshiro Abe
Yoshiro Abe (阿部 吉朗, Abe Yoshiro) est un footballeur japonais né le 5 juillet 1980. Il est attaquant.

## Palmarès
- Vainqueur de la Coupe de la Ligue japonaise en 2004 avec le FC Tokyo